# Judith Barbier
La maison Judith Barbier est une maison de créateurs de parures, de chapeaux, fleurs artificielles pour la haute couture au début du XXe siècle. La maison a également diffusé plusieurs parfums sous sa propre griffe pendant les années 1920.

## Histoire de la maison
Judith Barbier S.A. a été fondée en 1895 à Paris dans le 8e, au 7 rue Pasquier. Plusieurs parfums (Feuille Noire, Barbier des Isles, Jasmin) ont été créés en 1927
La Maison, artisanale à ses débuts a industrialisé la confection sous la direction d'Alfred Martory puis de Jean Martory.
La Maison Judith Barbier connue dans de nombreux pays, fournissait plusieurs cours d'Europe, les Maisons Cartier Christian Dior, Chanel, Balenciaga,, Elle s'est développée à l'international en vendant une partie de ses créations chez Macy's à New York.